# NPO Zappelin
NPO Zappelin (bis 3. September 2012 geschrieben als Z@ppelin) ist das Kinderfernsehen der niederländischen Rundfunkanstalt NPO. NPO Zappelin sendet, zusammen mit dem Kinderkanal NPO Zapp, tagsüber auf NPO 3. Zappelin richtet sich vornehmlich an Kinder unter 6 Jahren, während NPO Zapp die Altersgruppe zwischen 6 und 12 Jahren bedient.
Beide Kinderprogramme wechseln sich hierbei zeitlich ab. So beendet Zappelin seine Sendung um 15:00 Uhr und macht Platz für NPO Zapp. Mit Zappelin ist eine Website verlinkt, auf der Kinder unter anderem Spiele spielen und Inhalte vorgelesen bekommen können.

## Geschichte
1998 werd von dem Sender KRO ein Plan zu einem öffentlichen Kindersender vorgestellt. Von den Aufsichtsgremien des öffentlich-rechtlichen Rundfunks wurde diese Idee wohlwollend aufgenommen. Im Jahr 2000 wurden dann die vier bereits existierenden Sendeblöcke für Kinder der Sender Nederland 1 (Alles Kits der AVRO, KRO und der NCRV und KRO Kindertijd von der KRO), Nederland 2 (Xieje op 2 des EO, Teleac/NOT und der TROS) in die Kinderprogramm von Nederland 3 (NOS, NPS und der VPRO) integriert. Es entstand hierfür auch der neue Name Z@ppelin.
Die erste Sendung von Z@ppelin wurde am 4. September 2000 um 7:00 Uhr ausgestrahlt. 2005 wurde Z@ppelin aufgeteilt in die Bereiche: Zappelin für Kinder von 2 bis 6 Jahre und NPO Zapp für Kinder zwischen 6 und 12 Jahren.

## Programmschema
Die Sendungen von NPO Zappelin beginnen um 6:30 Uhr mit einem Programm für Kleinkinder. Danach wird für ältere Kinder eine Art Schulfernsehen unter der Regie von NTR ausgestrahlt. In der Vorweihnachtszeit begleitet die „Nachrichtensendung“ Sinterklaasjournaal die Abenteuer des Sinterklaas und seiner Helfer. In den Anfangsjahren wurde in der Ferienzeit ältere Kinderserien wiederholt, wie Floris – Der Mann mit dem Schwert (1969 mit Rutger Hauer), De film van Ome Willem (1974–1989), De Familie Knots (1980–1884) und De Zevensprong (1982).